# Вальдю, Алексей Леонтьевич
Алексей Леонтьевич Вальдю (5 апреля (какого стиля?) 1915 — ноябрь 1994) — ульчский писатель.

## Биография
Вальдю родился в селе Монгол (ныне Ульчский район Хабаровского края).
В 1927 году стал учиться в школе-интернате в селе Ухта. Позже поступил в Дальневосточный педагогический техникум народов Севера в Хабаровске.
Работал учителем начальной школы, секретарём исполкома районного Совета депутатов трудящихся. После окончания двухгодичных курсов партийных работников (1948) занимался партийной работой, был редактором районной газеты «Красный Север» в селе Богородском и местного радиовещания. Член Союза писателей СССР с 1972 года.
Первые рассказы, очерки, зарисовки Вальдю были опубликованы в местной печати в 1940-е годы. Отдельным изданием его первая книга «Жизнь и сказка» вышла в Хабаровском книжном издательстве в 1956 году.
В 1960-70-е годы на ульчском языке были опубликованы переработанные им ульчские и нанайские народные сказки. Так, в Ленинграде на ульчском языке выходят «Сказки народа нани» (1961), позже в Хабаровске «Сказки бабушки Лайчи» (1972).
Крупный сборник произведений Вальдю был издан в Москве издательством «Современник» в 1974 году. В него вошли повести «Сойнган — сын своего народа» и «Месяц первых цветов», а также другие произведения. В 1984 году вышла его повесть «Свет в окне». Очерк воспоминаний «Откуда наступает рассвет» стал последним произведением писателя.

Алексей Вальдю говорил: 
Давно мечтал я поведать людям легенды и сказки моего народа.
Алексей Леонтьевич Вальдю Заслуженный работник культуры РСФСР, награждён орденом Знак Почёта.
Э. Л. Богатырёва, его дочь, закончившая художественно-графический факультет Хабаровского пединститута, передала в архив Хабаровского края интереснейшие материалы о жизни и творчестве Алексея Леонтьевича, в том числе рукописи произведений, переписку с писательницей Ю. А. Шестаковой, документы личного характера.

## Сочинения
- Вальдю И., Боявсал И. По следам лисицы. — Хабаровск: Дальгиз, 1951. — 40 с.
- Вальдю А. Л. Жизнь и сказка. — Хабаровск: Кн. изд., 1956. — 62 с.
- Вальдю А. Л. Сказки бабушки Лайги. — Хабаровск: Кн. изд., 1972. — 96 с.
- Вальдю А. Л. Месяц первых цветов: Рассказы и повесть/ Сойнган — сын моего народа; Сказки деда Дай Гирамса; Месяц первых цветов. Пер. с ульчс. — М.: Современник, 1974. — 159 с. (Новинки Современника).